# Jet Li
Li Lianjie (Pekín, 26 de abril de 1963), más conocido por su nombre artístico Jet Li, es un artista marcial, actor y productor chino, nacionalizado singapurense en 2009.
Después de retirarse a la edad de 17 años del wushu, disciplina en la que ganó 15 medallas de oro y se retiró invicto, debutó como actor en la película El templo de Shaolin (1982). Estrella del cine internacional, protagonizó muchas películas de artes marciales aclamadas por la crítica, destacando la serie Érase una vez en China, en la que interpretó al héroe Wong Fei Hung.
Su primer papel en una película de Hollywood fue como villano en Lethal Weapon 4 (1998), pero su primer papel como protagonista en Estados Unidos y que le dio fama mundial fue en Romeo debe morir (2000).

## Biografía
Jet Li nació en China en 1963, es el más joven de cuatro hermanos, dos hermanos y dos hermanas. Su padre murió de un infarto cuando Li tenía solo dos años. La muerte de su padre hizo que su madre lo sobreprotegiera. Li tenía ocho años cuando su talento para el wushu fue observado en un curso de verano en la escuela y comenzó su práctica allí. Comenzó su entrenamiento en el equipo de wushu de Pekín, un grupo deportivo organizado para realizar artes marciales durante los Todos los juegos de China. Él fue entrenado por entrenadores de renombre como Li Junfeng y Wu Bin, que hicieron esfuerzos adicionales para ayudar al niño con su talento por desarrollar. Como miembro del equipo, recibió entrenamiento de wushu y pasó a ganar 15 medallas de oro y una medalla de plata en Campeonato de wushu de China, donde, a pesar de su corta edad, compitió contra adultos. En 1974, a la edad de 11 años, se convirtió en leyenda al ganar el título de Campeón Nacional de Wu Shu. En los cinco años siguientes, consiguió cuatro veces más el título nacional y se retiró invicto en 1979.
Según Li, una vez, cuando era niño, el equipo nacional Chino de Wushu hizo una presentación para el presidente Richard Nixon en los Estados Unidos, Nixon le pidió que fuera su guardaespaldas personal. Li respondió: «no deseo proteger a ninguna persona individual. Cuando crezca, ¡quiero defender a mis mil millones de compatriotas chinos!», algo que le llenó de mucho respeto en su tierra natal.
Li es un maestro de varios estilos de wushu, especialmente Changquan (estilo del norte de Longfist) y Fanziquan (puño Tumbling). También ha estudiado otras artes incluyendo Baguazhang (Palma de ocho Trigramas), Taijiquan (último puño Supremo), Xingyiquan, Zuiquan (Drunken fist), Yingzhaoquan (puño de garra de águila) y Tanglangquan (puño de la mantis religiosa). No aprendió Nanquan (puño sur), debido a que su formación se centró solo en los estilos del Norte Shaolin. También ha estudiado algunas de las armas principales del wushu, tales como Sanjiegun Gun (bastón), Dao (Broadsword), Jian (espada recta) y muchos más.
Las tomas de sus combates en escena deben ser editadas debido a la rapidez de sus movimientos y la velocidad de sus golpes.

## Vida privada

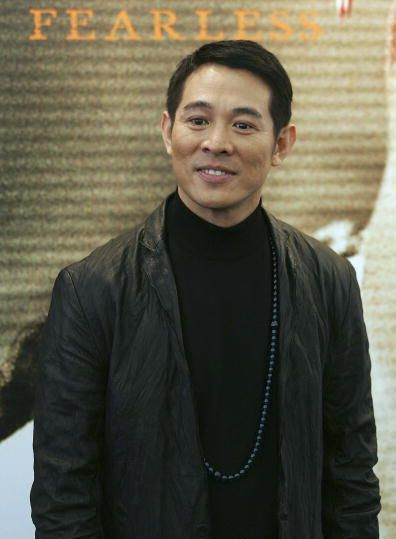
Jet Li en 2006.

Li es un practicante del budismo tibetano. Su maestro es L.h.o. Kunsang del linaje Drikung Kagyu de la escuela Kagyu. En 1987, Li se casó con la miembro de su equipo de wushu de Pekín y coestrella de Kids from Shaolin "Huang Qiuyan", con quien tiene dos hijos, Si y Taimi. Se divorciaron en 1990. Desde 1999, está casado con Nina Li Chi (nacida Li Zhi), una actriz nacida en Shanghái, radicada en Hong Kong. Tiene dos hijos con ella, Jane (nacida en 2000) y Jado (nacido en 2002).
Li fue uno de los afectados por el tsunami del océano Índico de 2004 y salvó del torrente a uno de sus hijos mientras estaba en un hotel en las islas Maldivas; durante cierto tiempo, estuvo en las listas de desaparecidos. Aunque se informó ampliamente que murió durante el desastre, realmente solo sufrió una lesión menor en el pie, causado por una pieza de mobiliario flotante, mientras él estaba llevando a salvo a su hija de 4 años Jane y a la niñera que sostenía a su hijo de 1 año de edad. Ellos cuatro se encontraban en la piscina y ligeramente por encima de la playa cuando la ola gigante llegó a la isla.
El 28 de julio de 2009, el presidente de una Fundación (el fondo de caridad de Jet Li) anunció que Jet Li de hecho se había convertido en ciudadano de Singapur. Se dice que ha elegido Singapur por su sistema de educación para sus dos hijos.
En 2009, Li lanzó su propio programa de ejercicios de gimnasio, que llamó "Wuji". El programa consta de elementos de artes marciales, yoga y pilates; asimismo, Adidas lanzó una línea de ropa deportiva que lleva las iniciales de "JL".
En 2013, Li reveló que sufre de hipertiroidismo y ha estado lidiando con el problema desde 2010. Dado que su frecuencia cardíaca puede alcanzar entre 130 y 140 pulsaciones en reposo, Li toma medicamentos para controlar su frecuencia cardíaca y se le ha aconsejado que no haga ningún tipo de ejercicio. En 2016, declaró que se había recuperado de su enfermedad y que aceptar menos ofertas de películas se debió a su trabajo de caridad y no a sus condiciones de salud. No obstante en 2018 apareció en una serie de fotografías donde su aspecto dista mucho del que debiera corresponder a su edad de 55 años.
En su tiempo libre le gusta jugar bádminton y tenis de mesa, andar en bicicleta, leer y meditar. Él colecciona raras perlas tibetanas. Dice que nunca se aburre en su tiempo libre.

## Opiniones sobre la vida y artes marciales
Li, como budista, considera que las dificultades de la vida cotidiana se pueden superar con la ayuda de filosofías religiosas. Piensa que la fama no es algo que puede controlar; por lo tanto, no le importa. De acuerdo con Li, todo lo que siempre ha querido decir al mundo puede encontrarse en tres de sus películas: el mensaje de Hero es que el sufrimiento de una persona nunca puede ser tan significativo como el sufrimiento de toda una nación; Unleashed muestra que la violencia nunca es la solución; y Fearless dice que el mayor enemigo de una persona es él mismo. Li piensa que la mejor arma es una sonrisa y el poder más grande es el amor.
Acerca del wushu, Li dijo que él cree que la esencia de las artes marciales no es la potencia o la velocidad, sino la armonía interna, y considera que es triste que los campeones actuales de wushu pongan mayor énfasis en la forma que en la esencia de ser un artista marcial. Cree que el wushu ahora carece de individualidad y los competidores se mueven como máquinas y, según su punto de vista, el wushu no debe considerarse una carrera donde el atleta más rápido gana. Le gustaría ver el wushu como una forma de arte, donde el artista tiene un estilo distintivo. Li culpa a las nuevas reglas de competencia que, según él, imponen limitaciones a los artistas marciales.
Li cree que el wushu no es principalmente para la autodefensa y en lugar de intentar jugar al héroe, se debe pensar en la resolución pacífica de conflictos y llamar a la policía si es necesario: "un arma destruye años de formación en artes marciales en una fracción de segundo. Como he dicho muchas veces, es importante distinguir entre cine y realidad. El héroe de películas puede ser capaz de derribar la pistola de su oponente y salvar el día, pero en la vida real: probablemente no sea el caso." También dijo que nunca ha tenido que utilizar sus habilidades de artes marciales en una lucha de la vida real, y tampoco lo quiere.

## Filantropía

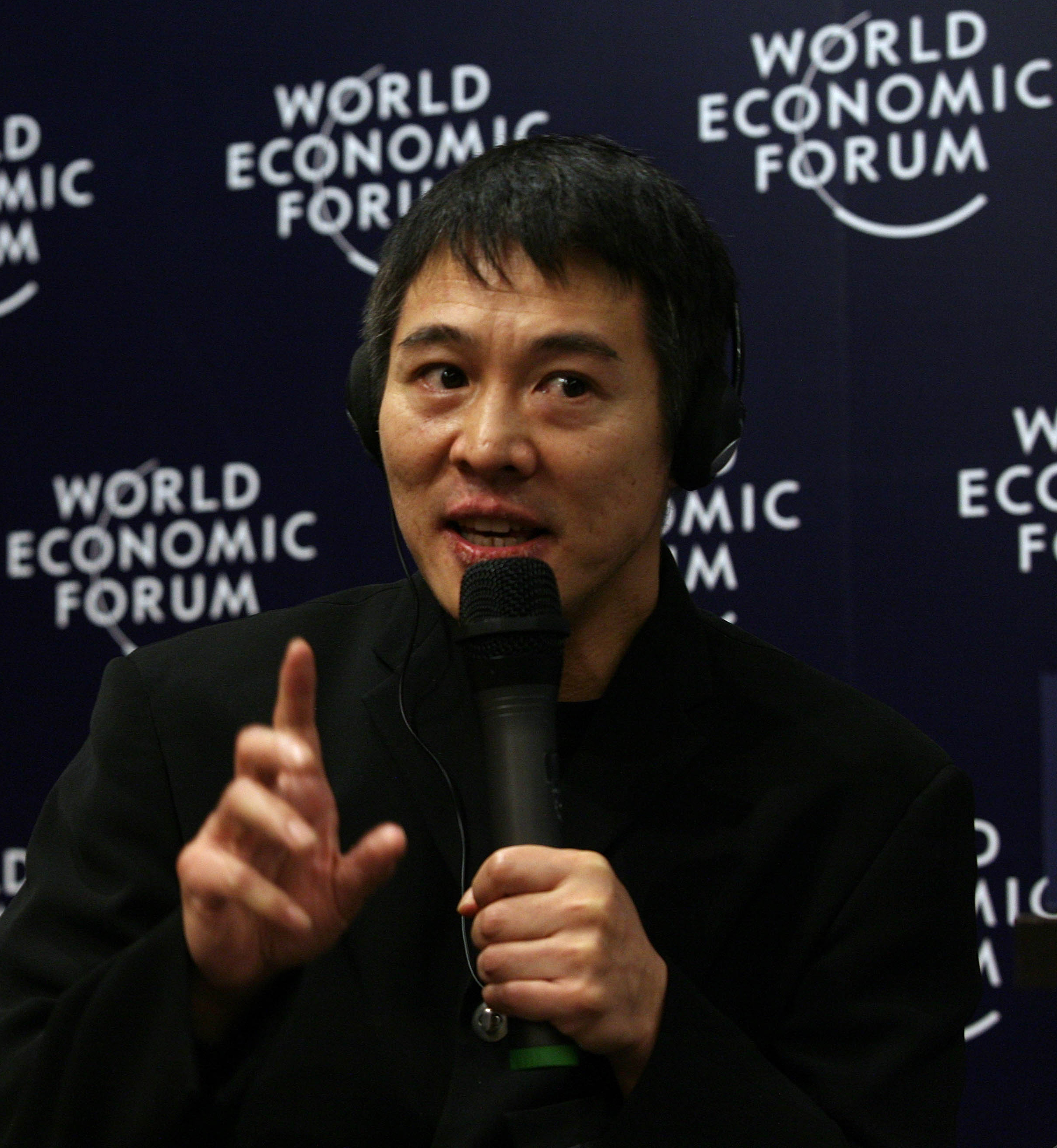
Jet Li, actor y fundador de la Fundación One, habla en la Reunión Anual del Foro Económico Mundial de los Nuevos Campeones en Tianjin, China, el 28 de septiembre de 2008.

Li ha sido un "Embajador filantrópico" de la Sociedad de la Cruz Roja de China desde enero de 2006. Contribuyó con 500.000 yuan (US$ 62.500) de los ingresos de taquilla de su película Fearless a un proyecto que promueve la salud mental.
En septiembre de 2010, fue designado por la Cruz Roja Internacional como el primer Embajador de Buena Voluntad. Publicó en línea, diciendo: 

"Hoy firmé un acuerdo con la Federación Internacional de Sociedades de la Cruz Roja y de la Media Luna Roja (FICR) para convertirme en el primer embajador de buena voluntad en la historia de esta organización humanitaria. ¡Me siento muy honrado! Al mismo tiempo, no me detendré a celebrar , sino que sigan adelante y hagan todo lo posible para ayudar al mundo. ¡Gracias a todos una vez más por su apoyo y su fe en mí!".

También se anunció en septiembre de 2010, cuando Li asistía a su ceremonia de inauguración de cera en Madame Tussauds de Hong Kong, que Li se reuniría con Bill Gates y Warren Buffett para hablar sobre obras de caridad. "Hace tres días, recibí un correo electrónico de Gates, con la esperanza de poder hacer tiempo porque él y Buffett esperaban que pudiera ir a una charla de 30 minutos antes de la cena sobre el futuro que enfrentamos como seres humanos, así que iré", dijo Li.

## Filmografía completa
| Año  | Título                                  | Título en chino                                            | Personaje                          |
| ---- | --------------------------------------- | ---------------------------------------------------------- | ---------------------------------- |
| 1982 | Shaolin Temple                          | 少林寺 Shao Lin Si                                         | Jueh Yuan (覺遠)                   |
| 1983 | Kids from Shaolin                       | 少林小子 Shao Lin Xiao Zi                                  | San Lung                           |
| 1986 | Born to Defence                         | Jet                                                        |                                    |
| 1986 | Martial Arts of Shaolin                 | 南北少林 Nan Bei Shao Lin                                  | Zhi Ming                           |
| 1988 | Dragon Fight                            | 龍在天涯 Long Zai Tian Ya                                  | Jimmy Lee                          |
| 1988 | Shao Lin Hai Deng da shi                |                                                            |                                    |
| 1989 | El Maestro                              |                                                            | Jet                                |
| 1991 | Érase una vez en China                  | 黃飛鴻 Wong Fei Hung                                       | Wong Fei Hung                      |
| 1991 | Swordsman II                            | 笑傲江湖之東方不敗 Xiao Ao Jiang Hu Zhi Dong Fan Bu Bai    | Ling Hu Cong                       |
| 1992 | Érase una vez en China 2                | 黃飛鴻之二男兒當自强 Wong Fei Hung 2: Nan er dang zi qiang | Wong Fei Hung                      |
| 1993 | Tai Chi Master                          | 太極張三豐 Tai Ji Zhang San Feng                           | Jun Bo                             |
| 1993 | La leyenda                              | 方世玉 Fong Sai Yuk)                                       | Fong Sai Yuk                       |
| 1993 | La leyenda 2                            | Fong Sai Yuk                                               | Woo-Ping Yuen                      |
| 1993 | Last Hero in China                      | 黃飛鴻之鐵雞斗蜈蚣 Wong Fei-Hung zhi tie ji dou wu gong    | Wong Fei Hung                      |
| 1993 | Érase una vez en China 3                | Wong Fei Hung                                              | Hark Tsui                          |
| 1994 | The Defender                            | 中南海保鏢                                                 | Allan Hui Ching-yeung/John Chang   |
| 1994 | Puño de leyenda                         | 精武英雄 Jing Wu Ying Xiong                                | Chen Zhen                          |
| 1994 | La leyenda del dragón rojo              | 洪熙官之少林五祖 Hong Xi Guan Zhih Shaolin Wu Zu           | Hung Hei-Kwun                      |
| 1995 | High Risk                               | 鼠胆龍威)                                                  | Kit Li                             |
| 1995 | The Enforcer                            | 給爸爸的信 Gei Baba De Sing                                | Kung Wei                           |
| 1996 | La máscara negra                        | 黑俠 Hei Shia                                              | Michael/Simon/Tsui Chik/Black Mask |
| 1996 | The Scripture Without Words             | 冒險王 Mao Xian Wong                                       | Chow Si-Kit                        |
| 1997 | Érase una vez en China y América        | 黃飛鴻之西域雄獅                                           | Wong Fei Hung                      |
| 1998 | Lethal Weapon 4                         |                                                            | Wah Sing Ku                        |
| 1998 | Rey de Asesinos                         |                                                            | Fu                                 |
| 2000 | Romeo debe morir                        |                                                            | Han Sing                           |
| 2001 | El único                                |                                                            | Gabe Law/Gabriel Yulaw/Lawless     |
| 2001 | El beso del dragón                      |                                                            | Liu Jian                           |
| 2002 | Héroe                                   | 英雄)                                                      | Sin Nombre                         |
| 2003 | Nacer para morir                        | Su                                                         |                                    |
| 2005 | Danny the Dog                           | Danny                                                      | Louis Leterrier                    |
| 2006 | Fearless                                | 霍元甲 Huo Yuan Jia)                                       | Huo Yuanjia                        |
| 2007 | The Warlords                            | Tou Ming Zhuang                                            | Pang Qing Yun                      |
| 2007 | War                                     |                                                            | Rogue                              |
| 2008 | El Reino Prohibido                      | 功夫之王 Gong Fu Zhi Wang                                  | Sun Wukong el Rey Mono/Lan Cai He  |
| 2008 | La momia: la tumba del emperador Dragón |                                                            | Emperador Han                      |
| 2010 | The Expendables                         |                                                            | Yin Yang                           |
| 2010 | Ocean Heaven                            | 海洋天堂                                                   | Sam Wong                           |
| 2011 | The Sorcerer and the White Snake        | Abott Fahai                                                |                                    |
| 2011 | La espada del dragón                    | Long men fei jia                                           | Zhao Huai'an                       |
| 2012 | The Expendables 2                       |                                                            | Yin Yang                           |
| 2013 | Furia y honor                           |                                                            | Huang Fei Hong                     |
| 2014 | The Expendables 3                       |                                                            | Yin Yang                           |
| 2020 | Mulan                                   | 花木兰 Huā mùlán                                           | Emperador de China                 |